# Барашти (Барашти)
Барашти (рум. Bărăşti) насеље је у Румунији у округу Олт у општини Барашти. Oпштина се налази на надморској висини од 213 m.

## Становништво
Према подацима из 2002. године у насељу је живело 2174 становника, од којих су сви румунске националности.

### Хронологија
| Година       | 1992 | 1993 | 1994 | 1995 | 1996 | 1997 | 1998 | 1999 | 2000 | 2001 | 2002 | 2003 | 2004 | 2005 | 2006 | 2007 | 2008 | 2009 | 2010 | 2011 | 2012 | 2013 | 2014 | 2015 | 2016 | 2017 |
| ------------ | ---- | ---- | ---- | ---- | ---- | ---- | ---- | ---- | ---- | ---- | ---- | ---- | ---- | ---- | ---- | ---- | ---- | ---- | ---- | ---- | ---- | ---- | ---- | ---- | ---- | ---- |
| Становништво | 2324 | 2261 | 2211 | 2178 | 2193 | 2163 | 2116 | 2043 | 1994 | 1954 | 1905 | 1861 | 1830 | 1802 | 1747 | 1722 | 1666 | 1623 | 1584 | 1567 | 1541 | 1494 | 1463 | 1400 | 1375 | 1339 |